# Die Sünderin (film 1928)
Die Sünderin è un film muto del 1928 (alcune fonti riportano il 1927) diretto da Mario Bonnard.